# Selco
Selco (rusky Сельцо) je město v Brjanské oblasti v Ruské federaci. Při sčítání lidu v roce 2010 mělo bezmála osmnáct tisíc obyvatel.

## Poloha a doprava
Selce leží ve Východoevropské nížině na levém břehu Desny, levého přítoku Dněpru. Území města na jihovýchodě sousedí s Brjanskem, správním střediskem oblasti, přičemž centra obou měst jsou od sebe vzdálena přes dvacet kilometrů. Další města v okolí jsou Fokino přibližně dvacet kilometrů severovýchodně, Ďaťkovo přibližně třicet kilometrů severovýchodně a Žukovka přibližně třicet kilometrů severozápadně.
Přes město prochází železniční trať z Brjansku přes Roslavl do Smolenska.

## Dějiny
Selco vzniklo v roce 1876 jako staniční osídlení u stanice na železniční trati z Brjansku do Smolenska dokončené v roce 1868. Ve 20. a 30. letech 20. století došlo k rychlému nárůstu obyvatel v důsledku urbanizace v období kolektivizace. V roce 1938 tak Selco získalo status sídla městského typu.
V roce 1939 byla v Selcu postavena továrna na dělostřeleckou munici, která byla brzy evakuována do Nižného Tagilu a do Kopějsku. V říjnu 1941 totiž město obsadila v rámci druhé světové války německá armáda a Rudá armáda jej dobyla zpět až v září 1943.
Od roku 1990 je Selco městem.

### Rodáci
- Alexandr Nikolajevič Fedotěnkov (* 1959), viceadmirál
- Valerij Pavlovič Gopin (* 1964), házenkář
- Matvej Petrov (* 1990), gymnasta